# General Electric Company
Cette entreprise britannique ne doit pas être confondue avec l’américaine General Electric
Pour les articles homonymes, voir GEC.
General Electric Company plc (GEC) est une ancienne entreprise britannique spécialisée dans l'électronique grand public et de défense, les télécommunications, l'énergie électrique et l'ingénierie, fondée en 1886 et disparue en 1999.

## Historique

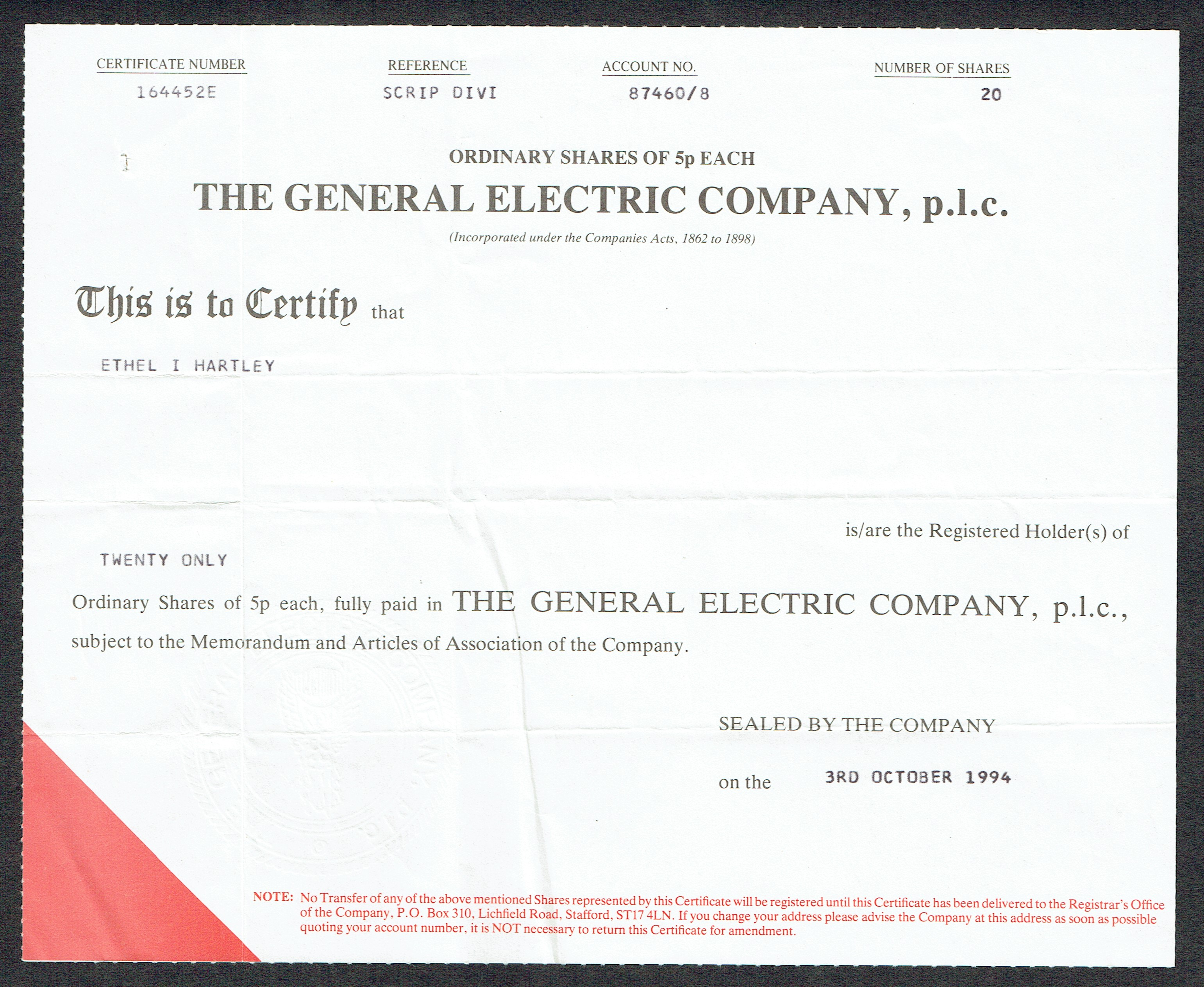
Action de la General Electric Company plc en date du 3 octobre 1994.

En 1886, Gustav Binswanger et Hugo Hirst (en), tous deux d'origine allemande, s'associent pour former à Londres The General Electric Apparatus Company (G. Binswanger). Ils ouvrent un magasin qui ne vend que des appareils électriques, tels que des sonneries, des luminaires, des téléphones, des interrupteurs. Une première usine ouvre l'année suivante à Salford. En 1889, est fondée la General Electric Company Ltd, qui impose en quelques années sa marque, GEC, auprès d'une clientèle de plus en plus large à travers une gamme étendue de lampes électriques et de luminaires. En 1909, GEC signe une licence d'importation avec Osram qui produit le filament de tungstène incandescent servant à ses ampoules électriques. En 1910, Hugo Hirst devient le président de la société. GEC devient ensuite l'un des cinq fournisseurs de matériels téléphoniques pour General Post Office. Avant 1914, GEC ouvre des filiales dans tout l'Empire britannique, ainsi qu'en Europe et au Japon. Durant la Première Guerre mondiale, GEC participe largement aux efforts de guerre, en produisant des composants électriques et des lampes à arc. En 1918, GEC acquiert la branche anglaise de la société américaine Fraser & Chalmers, et la compagnie Chamberlain & Hookhams (Birmingham). En 1919, afin de consolider ses positions dans le cadre de la production de tube électronique, GEC forme une coentreprise avec la Compagnie Marconi qui prend le nom de Marconi-Osram Valve. Dans les années 1920, GEC prend une part active dans l'établissement du réseau électrique à travers tout le Royaume-Uni et développe un important laboratoire de recherche et développement, le Hirst Research Centre, basé à Wembley. Durant la Seconde Guerre mondiale, GEC fournit de nombreux équipements à l'industrie militaire alliée, dont le magnétron, indispensable au radar. Mort en 1943, Hugo Hirst transmet la direction à son beau-fils, Leslie Gamage. Après guerre, et du fait d'une plus grande concurrence internationale quant aux équipements liés à l'industrie nucléaire, les profits tendent à baisser et la croissance ralentit. En 1961, GEC fusionne avec Radio & Allied Industries et le nouveau groupe passe sous la direction d'Arnold Weinstock (en). La société est réorganisée, et suit en 1967 une série d'acquisitions (Associated Electrical Industries (AEI), Metropolitan-Vickers, British Thomson-Houston, Edison Swan, Siemens Brothers & Co, Hotpoint, William Thomas Henley, Birlec), suivie en 1968 par une fusion avec English Electric. Dans les années 1970, la branche GEC Computers se lance sur le marché du matériel informatique. En 1984, GEC est la troisième société la plus capitalisée sur le marché financier londonien selon l'indice FTSE 100. 

### Démembrement et disparition
En 1989, une filiale du groupe, GEC Power Systems, fusionne avec Alsthom, filiale de la Compagnie générale d'électricité (CGE) et prend le nom de GEC-Alsthom, une coentreprise paritaire franco-britannique, filiale commune de GEC et de la Compagnie générale d'électricité (qui prend la dénomination Alcatel Alsthom en 1991).
Dans les années 1990, l'opinion financière n'est plus aux sociétés organisées en conglomérat, préconisant une stratégie autour d'un secteur principal.
En 1998, GEC et Alcatel-Alsthom, les deux maisons mères décident de vendre en bourse la majorité (52 %) du capital de GEC-Alsthom, en conservant chacune 24 %:
- GEC se recentre sur l'électronique de défense et les télécommunications  (renommée Marconi Plc en 1999)

- Alcatel-Alsthom se recentre sur les télécommunications et se renommera Alcatel

Fin 1998, GEC-Alsthom devient une société indépendante, se renomme Alstom.
En 1998, GEC prend le contrôle de GPT, numéro un britannique de la construction d'équipements de  télécommunications, pour 700 millions de livres, en vue de le fusionner avec son autre filiale de télécoms et de défense Marconi SpA.  
L'ensemble des activités va être regroupé sous l'égide d'une nouvelle branche baptisée Marconi Communications. 
GEC faisait partie de l'indice FTSE 100, jusqu'à ce que soit vendue son activité de défense, Marconi Electronic Systems (MES), ou GEC-Marconi,  à British Aerospace en 1999.

### GEC devient Marconi Corporation
En 1999, l'entreprise poursuit son recentrage sur les télécommunications elle est alors renommée Marconi Corporation plc.
En 2001, Marconi Corporation est frappé par l'éclatement de la bulle internet. En juillet, Marconi voir son cours s'effondrer de plus de 50 %. Le fabricant britannique d'équipements de télécommunications, s'était très lourdement endetté au plus haut de la bulle internet.
En 2001, Alcatel et Marconi Communications Plc cèdent leurs parts (24 % chacun) dans Alstom.
En 2005, Ericsson achète Marconi Communications plc pour ses activités principales dans les télécommunications. L'activité dans les systèmes et services de l'industrie du transport est renommée Telent Limited.